# Devonvale Hall

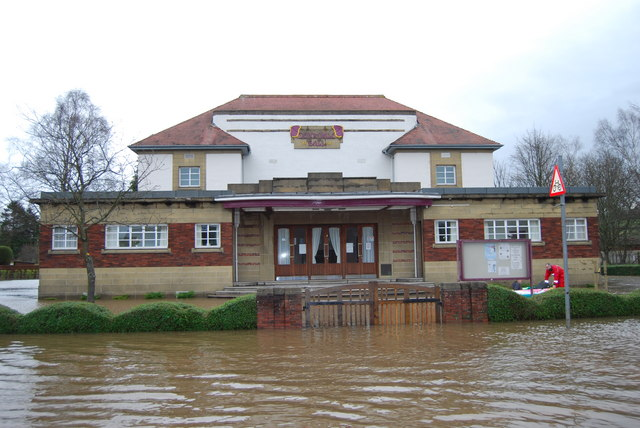
Die Devonvale Hall während des Hochwassers 2008

Die Devonvale Hall ist ein Veranstaltungsgebäude in der schottischen Stadt Tillicoultry in der Council Area Clackmannanshire. 2004 wurde das Bauwerk in die schottischen Denkmallisten in der Kategorie B aufgenommen.

## Geschichte
Zu Beginn der 1930er Jahre existierten verschiedene Veranstaltungsgebäude in Tillicoultry, welche jedoch höchstens 75 Sitzplätze besaßen. Zur Verbesserung der Lebensqualität ihrer Arbeiter beschloss das lokale Unternehmen Devonvale Mills, einer der größten Arbeitgeber in der Stadt, die Errichtung eines öffentlichen Veranstaltungsgebäudes mit einer Kapazität von 800 Sitzplätzen. Zu den weiteren Maßnahmen gehörte die Einrichtung eines zwischenzeitlich abgerissenen Tennisplatzes, einer Bowlinganlage und der Bau von Wohnhäusern für Arbeiter und Angestellte. Der Bau der Devonvale Hall begann 1938 und wurde 1940 abgeschlossen. Die Eröffnungsfeier mit einem Konzert des Orlando Orchestra fand am 11. Mai 1940 statt. Später übernahm der Stadtrat die Leitung des Gebäudes. In den folgenden Jahrzehnten wurden dort Tanz- und Sportveranstaltungen, Konzerte, Empfänge und private Feiern durchgeführt. 2004 beschloss der Stadtrat das Gebäude aus wirtschaftlichen Gründen zu schließen. Daraufhin bildete eine Bürgergruppe einen gemeinnützigen Verein zum Erhalt des Gebäudes. Der Stadtrat stimmte der Nutzung der Devonvale Hall durch den Verein zu. Im August 2005 wurde ein Pachtvertrag mit einer Laufzeit von 25 Jahren unterzeichnet.

## Beschreibung
Die zweistöckige Devonvale Hall weist grob einen T-förmigen Grundriss auf. Stilistisch weist sie Elemente des Art déco und der wiederaufkeimenden georgianischen Architektur auf. Die Fassaden zeigen teilweise freiliegenden, roten Backstein oder cremefarbenen Quaderstein und sind teilweise verputzt und geweißt. Oberhalb des in westlicher Richtung weisenden Eingangsportals ist eine Tafel mit der Aufschrift DEVONVALE / 19 HALL 38 angebracht. Verziert ist sie mit einem Schmetterlingsmotiv, welches dem Logo der Devonvale Mills entnommen wurde. Der Eingangsbereich ist etwas zurückversetzt und wird beidseitig von drei Fenstern flankiert. Drei zweiflüglige Holztüren führen in das Gebäude. Die Eingangshalle ist mit Terrazzo-Fliesen mit blauen, schwarzen und grünen Art-déco-Mustern ausgelegt. Auch die zu den Balkonen nördlich und südlich der Eingangshalle führenden Treppen sind mit Terrazzo-Fliesen gestalten. Die geschwungenen Treppengeländer sind aus Mahagoni gefertigt. Die Haupthalle schließt mit einer stuckverzierten Kuppel ab. Auf beiden Seiten befinden sich Küchen- und Thekeneinrichtungen. Sowohl der Boden der Halle als auch der Bühne besteht aus Teakholz. Die Türen und Fenster sind mit hölzernen Architraven verziert.